# Linotaeniidae
Linotaeniidae (лат.) — семейство губоногих многоножек (Chilopoda).
Около 7 родов и 50 видов. Питаются разнообразными мелкими членистоногими. Усики 14-члениковые. Оцеллии отсутствуют.
Встречаются, в основном, в Голарктике (некоторые виды проникают до южных Анд). Мандибулы с единственной гребенчатой ламеллой. Количество сегментов, несущих ноги варьирует от 39 до 83. У представителей Tomotaenia размеры от 1 до 14 см.

## Классификация
- Agathothus Bollman, 1893[3]
  - Agathothus gracilis (Bollman, 1888) — США[4]
- Diplochora Attems, 1903
  - Diplochora fusata Attems, 1903[5]
  - Diplochora imperialis (Brölemann, 1896) — США[6]
  - Diplochora micropus  (Chamberlin, 1902) — США[7]
  - Diplochora rubelliana  (Chamberlin, 1904) — США[8]
- Pagotaenia Chamberlin, 1915
  - Pagotaenia lestes Chamberlin, 1915 — Мексика[9]
- Paraplanes Verhoeff K. W., 1933
  - Paraplanes svenhedini Verhoeff K. W., 1933 — Китай[10]
- Strigamia Gray, 1843
  - (=Linotaenia Koch, 1847; =Scolioplanes Bergsøe & Meinert, 1866; =Tomotaenia Cook, 1895)
- Tomotaenia Cook, 1895
- Cesachile (= Araucania Chamberlin, 1956[11], preocc.)[12][13]
  - Araucania araucanensis (Silvestri, 1899) — Чили[14]